# ノブ・ハヤシ
ノブ・ハヤシ（本名：林 伸樹（はやし のぶき）、1978年4月27日 - ）は、日本のキックボクサーである。徳島県徳島市出身。ドージョー・チャクリキ・ジャパン所属。通称、逆輸入ファイター。

## 来歴
小学校、中学校では剣道を経験。高校進学後、佐藤塾に入門し空手を始めた。高校1年の夏休みにはリングスで10日間練習した。
高校卒業後の1998年、単身でオランダに渡りドージョーチャクリキに入門。入門してから1か月も経たないうちにメジロジム主宰の大会に出場し、1ラウンドKO勝ちを収めた。この勝利がきっかけとなりチャクリキと選手契約をかわした。
1999年8月22日、K-1デビューとなったK-1 JAPAN GP '99で準優勝を果たし開幕戦への出場権を得た。10月3日、K-1 GRAND PRIX '99開幕戦の1回戦でアンディ・フグと対戦予定であったが練習中に左あばら骨を骨折し欠場となった。
2000年1月25日、K-1 RISING 2000で行われた「日蘭対抗戦」にオランダ副将として天田ヒロミと対戦し、左まぶたのカットによるTKO負け。
2000年7月7日、K-1 SPIRITS 2000でアンディ・フグと対戦し左ストレートでKO負け。フグは同年8月24日に死去したため、この試合がラストマッチとなった。
2004年1月24日、FUTURE FIGHTER IKUSA 5 〜乱〜 MONKEYMAGICで百瀬竜徳とエキシビションマッチで対戦。
2004年6月26日、K-1 JAPAN GP '04で準優勝。
2004年9月、ドージョー・チャクリキの正式認可を受け東京都江東区に「ドージョーチャクリキ・ジャパン」をオープンした。その後、腰のヘルニアが発症。
2008年7月13日、K-1 WORLD GP 2008 IN TAIPEIでアレキサンダー・ピチュクノフと対戦し判定負け。
2009年1月に出場予定だった試合の血液検査で急性骨髄性白血病に罹患していることが判明し緊急入院。館長を務めるドージョー・チャクリキ・ジャパンは4月末に休館となった。5回の抗がん剤治療を受け眉毛も抜け落ちたが、7月6日に退院した。
2009年11月8日、チャクリキ ファイティング カーニバル 2009で復帰し角谷正義とエキシビションマッチを行った。
2010年1月、骨髄性白血病を再発し再入院した。
だが2010年12月31日に開催されたDynamite!! 〜勇気のチカラ2010〜ではジェロム・レ・バンナのセコンドにつく姿が見られた。現在、リング復帰を目指しトレーニング中。
2013年11月3日、大阪はびきのコロセアムにて開催された「チャクリキ ファイティング カーニバル 2013」にて天田ヒロミと特別公開スパーリングを行い、4年ぶりのリング登場を果たす。
2013年12月28日未明、東京都品川区の蒲田駅2番線ホームにて横浜方面行きの最終電車を待っていたノブ・ハヤシは、足元をフラフラさせた男性がホームから線路上に転落するのを目撃。すぐさま線路に飛び降りて人命救助を果たす。取材に対しノブは「完全に無意識でした。本当に一瞬のことで、助け出すまで10秒から20秒くらいだったと思います。困った人を助けるというのは特別なことではないです」とコメント。
2014年4月6日、熊本県のフードパル熊本「熊本市食品交流会館」にて開催された「KAMIKAZE SPIRITS～Road to LEGEND」大会セミファイナルにて、Mr.神風選手と2分2Rのエキジビションマッチを行い、本戦復帰へ向かっての経過が順調である事をアピールする。
2014年8月2日、天田ヒロミと組んで「キングオブコント2014」に参戦。初戦敗退となるも、コントで会場を沸かせた。
2014年10月14日、朝日新聞本社新館にて行われた「BLADE 1」の記者会見に参加。6年ぶりの本戦復帰が決定した。
2014年12月29日、大田区総合体育館にて開催された「BLADE 1」にて、チャクリキの先輩であるピーター・アーツの弟子であるムラット・エガンを相手に復帰戦を行う。2Rに2度のスタンディングダウンを取られ、TKO負けを喫するも白血病を克服してのリング復帰を実現した。
2015年2月11日、大田区総合体育館にて開催された「NO KICK NO LIFE 2015」にて 松本哉朗の引退試合の相手を務めた。
2015年3月15日、大阪市立 市民交流センターひがしすみよしにてドージョーチャクリキ・ジャパンの主催大会である「CHAKURIKI 1」を開催。ボブ・サップ、天田ヒロミ、鈴木秀樹と多彩な選手が参戦した。自身は鈴木秀樹と初の異種格闘技戦を闘い両陣営のセコンド介入で没収試合となる。また、ノブ・ハヤシの強い希望により大会収益の一部は公益財団法人日本骨髄バンクに寄付された。
2015年7月20日、熊本市にて開催された「火の国格闘伝説 LEGEND 6」ANAクラウンプラザホテル熊本ニュースカイ大会に参戦。メインイベントにて元J-NETWORKヘビー級王者の長谷川獣兵衛（康也）選手と対戦。〔3-0〕の判定勝ちを収める。白血病からの復帰後初勝利。勝利は2008年のベン・エドワーズ戦以来で7年ぶりの勝利だった。
2016年3月13日、念願であった公益財団法人日本骨髄バンクが大会正式後援に就いた「日本骨髄バンクチャリティ CHAKURIKI 2」東京プリンスホテル大会において、メインイベントでクラッシャー川口選手と戦い、3-0にて判定完勝する。川口選手は2016年一杯での引退を発表しており、本戦は「クラッシャー川口引退7番勝負第2戦」であった。
2018年3月1日、「日本骨髄バンクチャリティ CHAKURIKI 3」を後楽園ホールにて開催。自らメインイベントにてベネルクスヘビー級王者のナジーム・マリクと戦う。3R3分丁度にレフェリーに止められTKO負けとなったが、最後まで諦めない姿勢で白血病と戦う患者を勇気づけた。
2019年2月、競泳五輪代表の池江璃花子選手の白血病公表に関連して、13日にTBS「ひるおび」、14日にテレ朝「ワイド！スクランブル」、17日にAbemaTVの「Abema的ニュースショー」にて自らの白血病での闘病体験を語る。
2019年9月11日、新宿FACEにて「骨髄バンクチャリティ CHAKURIKI 4 〜STRIKE vs GRAPPLE ～」を開催。自らは異種格闘技戦で青木真也選手と対戦予定だったが、数日前に白血病治療が原因の肺炎を発症し、急遽、エキジビション戦に変更となった。
2019年12月1日、福岡県飯塚市第１体育館にて開催された「国際チャクリキ協会 Dream Gate 10」にて青木真也戦の再戦が実現。2Rに腕十字にて破れるも、試合後のマイクで今後も白血病チャリティで戦い続ける事を宣言した。
2019年12月21日、NHKの「週刊まるわかりニュース」に出演。池江璃花子選手の退院に関して元患者の立場からコメントを行う。
2024年2月21日、格闘技イベント『CHAKURIKI19』にて現役を引退した。当日はエキシビジョンマッチとして天田ヒロミと対戦し、引き分けた。引退セレモニーでは新日本キックボクシング協会代表の井原信一、ピーター・アーツ、アレクサンダー大塚、アントニオ小猪木等からコメントが寄せられ、引退10カウントゴングが行われた。

## 人物
- 前述した様に、アンディ・フグと最後に戦った選手であり、ノブ・ハヤシのキャッチフレーズとして大きく取り扱われた。奇しくもノブ自身もフグと同じ白血病に病む事になった。

## 戦績
| キックボクシング 戦績 | キックボクシング 戦績 | キックボクシング 戦績 | キックボクシング 戦績 | キックボクシング 戦績 | キックボクシング 戦績 | キックボクシング 戦績 |
| --------------------- | --------------------- | --------------------- | --------------------- | --------------------- | --------------------- | --------------------- |
| 44 試合               | (T)KO                 | 判定                  | その他                | 引き分け              | 無効試合              |                       |
| 18 勝                 | 7                     | 11                    | 0                     | 2                     | 1                     |                       |
| 23 敗                 | 12                    | 11                    | 0                     | 2                     | 1                     |                       |

| 勝敗 | 対戦相手                     | 試合結果                                         | 大会名                                                                       | 開催年月日     |
| ×    | ナジーム・マリク             | 3R 3:00 TKO（レフェリーストップ）                | 「日本骨髄バンクチャリティ CHAKURIKI 3」                                     | 2018年3月1日   |
| ×    | ピーターソン・シャカル       | 2R 0:45 TKO（右フック）                          | 「〜熊本復興祈念イベント〜火の国格闘伝説 LEGEND7」                           | 2017年6月29日  |
| ○    | クラッシャー川口             | 3R終了 判定3-0〔30-28、30-29、30-29〕            | 「日本骨髄バンクチャリティ CHAKURIKI 2」                                     | 2016年3月13日  |
| ×    | KOICHI                       | 1R 1:24 TKO（パンチ連打）                        | 「～縁～ 八芳園 2015」                                                       | 2015年11月4日  |
| ○    | 長谷川獣兵衛                 | 3R終了 判定3-0〔30-28、30-28、30-28〕            | 「火の国格闘伝説 LEGEND 6」                                                  | 2015年7月20日  |
| ×    | 松本哉朗                     | 1R 1:04 TKO（縦方向のヒジによるカット）          | 「NO KICK NO LIFE 2015」                                                     | 2015年2月11日  |
| ×    | ムラット・エガン             | 2R 0:46 TKO（2スタンディングダウン：パンチ連打） | 「BLADE1」                                                                   | 2014年12月29日 |
| △    | 悠羽輝                       | 3R終了 判定0-0                                   | 新日本キックボクシング協会「TITANS NEOS IV」                                 | 2008年9月15日  |
| ×    | アレキサンダー・ピチュクノフ | 延長R終了 判定0-3                                | K-1 WORLD GP 2008 IN TAIPEI 【ASIA GP 1回戦】                                | 2008年7月13日  |
| ○    | ベン・エドワーズ             | 3R終了 判定3-0                                   | 新日本キックボクシング協会「TITANS NEOS III」                                | 2008年4月20日  |
| ○    | ファイザル・ザカリア         | 3R終了 判定2-0                                   | 新日本キックボクシング協会「TITANS NEOS II」                                 | 2007年9月16日  |
| ×    | ダニエル・ギタ               | 3R終了 判定                                      | K-1 Fighting Network Romania 2007                                            | 2007年5月4日   |
| ×    | カーター・ウィリアムス       | 3R終了 判定0-3                                   | K-1 WORLD GP 2005 in HAWAII 【HAWAII GP 1回戦】                              | 2005年7月29日  |
| ×    | フレディ・ケマイヨ           | 1R 2:36 KO（2ノックダウン：パンチ連打）          | K-1 WORLD GP 2005 in PARIS 【EUROPE GP 1回戦】                               | 2005年5月27日  |
| ×    | ベン・ロスウェル             | 3R終了 判定0-3                                   | SHOOT BOXING 2005 GROUND ZERO FUKUOKA                                        | 2005年1月23日  |
| ×    | 天田ヒロミ                   | 3R終了 判定0-3                                   | K-1 BEAST 2004 in SHIZUOKA 〜JAPAN GP 決勝トーナメント〜 【JAPAN GP 決勝】   | 2004年6月26日  |
| ○    | 堀啓                         | 3R 2:31 KO（2ノックダウン：右ローキック）        | K-1 BEAST 2004 in SHIZUOKA 〜JAPAN GP 決勝トーナメント〜 【JAPAN GP 準決勝】 | 2004年6月26日  |
| ○    | 中迫剛                       | 3R終了 判定3-0                                   | K-1 BEAST 2004 in SHIZUOKA 〜JAPAN GP 決勝トーナメント〜 【JAPAN GP 1回戦】  | 2004年6月26日  |
| ×    | デューウィー・クーパー       | 3R終了 判定0-2                                   | K-1 WORLD GP 2004 in LAS VEGAS 【世界地区予選A 1回戦】                       | 2004年4月30日  |
| ×    | ピーター・ボンドラチェック   | 1R 2:35 KO（3ノックダウン：パンチ連打）          | K-1 BURNING 2004 〜沖縄初上陸〜                                              | 2004年2月15日  |
| ×    | 藤本祐介                     | 延長R終了 判定1-2                                | K-1 SURVIVAL 2003 〜JAPAN GP 決勝戦〜 【JAPAN GP 1回戦】                     | 2003年9月21日  |
| ○    | 大石享                       | 1R 1:38 KO（右ストレート）                       | K-1 BEAST II 2003 【K-1 JAPAN GP 2003 出場決定戦】                           | 2003年6月29日  |
| ×    | 富平辰文                     | 延長R終了 判定0-3                                | K-1 ANDY SPIRITS 2002 〜JAPAN GP 決勝戦〜 【JAPAN GP 1回戦】                 | 2002年9月22日  |
| ○    | 宮本正明                     | 3R終了 判定3-0                                   | K-1 WORLD GP 2002 in FUKUOKA                                                 | 2002年7月14日  |
| ○    | 森口竜                       | 3R終了 判定2-0                                   | K-1 SURVIVAL 2002 〜富山初上陸〜 【K-1 JAPAN GP 2002 代表決定戦】            | 2002年6月2日   |
| ×    | アレクセイ・イグナショフ     | 5R終了 判定0-3                                   | K-1 WORLD GP 2002 世界地区予選 オランダ大会 【スーパーファイト】             | 2002年2月24日  |
| ×    | ニコラス・ペタス             | 1R 1:26 KO（右ローキック）                       | K-1 ANDY MEMORIAL 2001 〜JAPAN GP 決勝戦〜 【JAPAN GP 準決勝】               | 2001年8月19日  |
| ○    | 富平辰文                     | 3R 2:55 KO（右フック）                           | K-1 ANDY MEMORIAL 2001 〜JAPAN GP 決勝戦〜 【JAPAN GP 準々決勝】             | 2001年8月19日  |
| ○    | TSUYOSHI                     | 3R終了 判定3-0                                   | K-1 SURVIVAL 2001 〜JAPAN GP 開幕戦〜 【JAPAN GP 1回戦】                     | 2001年6月24日  |
| ×    | ピーター・アーツ             | 5R 0:36 TKO（タオル投入）                        | K-1 BURNING 2001 〜火の国熊本初上陸〜                                        | 2001年4月25日  |
| ○    | グレート草津                 | 5R終了 判定3-0                                   | K-1 RISING 2001 〜四国初上陸〜                                               | 2001年1月30日  |
| △    | ジョン・ワイアット           | 判定ドロー                                       | K-1 UK Global Heat                                                           | 2000年11月19日 |
| ○    | サンデー・ソーンハウゼン     | 2R KO                                            | Victory or Hell Part 1                                                       | 2000年10月8日  |
| ×    | アンディ・フグ               | 1R 2:05 KO（左ストレート）                       | K-1 SPIRITS 2000                                                             | 2000年7月7日   |
| ×    | 滕軍                         | 再延長R終了 判定0-3                              | K-1 SURVIVAL 2000                                                            | 2000年5月28日  |
| ×    | シリル・アビディ             | 2R 1:52 KO（3ノックダウン：右フック）            | K-1 BURNING 2000                                                             | 2000年3月19日  |
| ×    | 天田ヒロミ                   | 3R 0:50 TKO（左まぶたのカット）                  | K-1 RISING 2000 〜長崎初上陸〜                                               | 2000年1月25日  |
| ×    | 武蔵                         | 3R終了 判定0-3                                   | K-1 SPIRITS '99 【K-1 JAPAN GP '99 決勝】                                    | 1999年8月22日  |
| ○    | 中迫剛                       | 3R終了 判定2-0                                   | K-1 SPIRITS '99 【K-1 JAPAN GP '99 準決勝】                                  | 1999年8月22日  |
| ○    | 中井一成                     | 1R 0:52 KO（2ノックダウン：右ストレート）        | K-1 SPIRITS '99 【K-1 JAPAN GP '99 2回戦】                                   | 1999年8月22日  |
| ○    | 宮本正明                     | 1R 1:48 KO（2ノックダウン：パンチ連打）          | K-1 SPIRITS '99 【K-1 JAPAN GP '99 1回戦】                                   | 1999年8月22日  |
| □    | アントニー・ハードンク       | 1R中止 無効試合                                  | オランダ（大会名不明）                                                       | 1999年5月      |
| ○    | Gurhan Degirmenci            | 5R終了 判定3-0                                   | The Fights of the Gladiators （Netherlands）                                 | 1999年3月27日  |
| ○    | 不明                         | 1R KO（パンチ連打）                              | オランダ（大会名不明）                                                       | 1999年2月      |

## 主な獲得タイトル
- 佐藤塾 POINT&KO 東京大会 優勝（1996年）
- 正道会館新人戦 ベスト4（1998年）
- K-1 JAPAN GP 1999 準優勝
- K-1 JAPAN GP 2004 準優勝